# 石陵菜
石陵菜（学名：Drymocallis rupestris），也叫石生委陵菜或白花委陵菜，为蔷薇科石陵菜属的植物。分布在欧洲至俄罗斯、西伯利亚以及中国大陆的黑龙江、内蒙古等地，生长于海拔1,000米至1,100米的地区，多生在生砾石坡上，目前尚未由人工引种栽培。

## 异名
- Potentilla rupestris